# Luiz Carlos de Moraes
Luiz Carlos de Moraes Malhado (São Paulo, 30 de maio de 1941) é um ator e dublador brasileiro, é conhecido por dublar o ator Anthony Hopkins, Peter Griffin na sitcom de animação norte-americana Uma Família da Pesada, Héctor Bonilla no seriado Chaves, e também pela dublagem do Seu Sirigueijo no desenho Bob Esponja.

## Biografia
Nascido em São Paulo, começou sua carreira como ator em 1962 fazendo peças de teatro. Nas várias peças em que participou foi dirigido por algumas das maiores figuras do teatro brasileiro tais como Sérgio Cardoso, Bibi Ferreira e José Renato. Na TV já trabalhou em emissoras como Rede Globo, SBT e Rede Record.

### Dublagem
Ingressou na dublagem no meio da década de 60, entre suas dublagens mais conhecidos são o ator Anthony Hopkins em vários filmes, Jonathan Banks em Breaking Bad e Better Call Saul e o Seu Sirigueijo na animação Bob Esponja e Peter Griffin em Family Guy. Também já foi a voz de alguns atores de Hollywood como Bob Hoskins, Danny DeVito, Sean Connery, Gene Hackman, John Cleese, Jon Voight e Malcolm McDowell.

## Filmografia

#### Na Televisão
| Ano     | Título                    | Personagem                      |
| ------- | ------------------------- | ------------------------------- |
| 1966    | O Rei dos Ciganos         | —                               |
| 1970    | O Meu Pé de Laranja Lima  | Túlio                           |
| 1971    | Nossa Filha Gabriela      | Dr. Walter                      |
| 1972    | Bel-Ami                   | Solano                          |
| 1973    | Rosa dos Ventos           | Walter                          |
| 1974    | A Barba Azul              | Gustavo                         |
| 1975    | Um Dia, o Amor            | Maurício                        |
| 1976    | Papai Coração             | Dr. Júlio                       |
| 1977    | O Profeta                 | Padre Olavo                     |
| 1980    | Um Homem muito Especial   | Tonico                          |
| 1982    | Renúncia                  | Agostinho                       |
| 1982    | Campeão                   | Francesco                       |
| 1982    | Ninho da Serpente         | Luiz Eulálio                    |
| 1983    | Vida Roubada              | Maurício                        |
| 1988    | Chapadão do Bugre         | Eduardo Gusmão                  |
| 1989    | Cortina de Vidro          | Victor                          |
| 1992    | Amazônia                  | Candinho                        |
| 1992    | Você Decide               | Ziza Ribeiro                    |
| 1996    | A Última Semana           | Pôncio Pilatos                  |
| 1996    | Ele Vive                  | Mateus                          |
| 1996    | Irmã Catarina             | Prefeito Cândido Almeida        |
| 1997    | A Filha do Demônio        | Mário                           |
| 1997    | Direito de Vencer         | Luigi                           |
| 1998    | Fascinação                | Manoel Gouveia                  |
| 1998    | Pérola Negra              | Fernando Álvares Toledo         |
| 2001    | Pícara Sonhadora          | Dr. Molina                      |
| 2002    | Pequena Travessa          | Marcello Fantucci               |
| 2004    | Seus Olhos                | Demétrio                        |
| 2004    | A Escrava Isaura          | Quintana                        |
| 2005    | Essas Mulheres            | Arthur Tavares do Amaral        |
| 2007    | Luz do Sol                | Inácio Bacelar                  |
| 2008    | Amor e Intrigas           | Dr. Cardoso                     |
| 2009    | Poder Paralelo            | Tavares                         |
| 2009    | A Lei e o Crime           | Izaque                          |
| 2011    | Amor e Revolução          | Marcelo                         |
| 2017-19 | A Vida Secreta dos Casais | José Ornellas da Costa Silveira |

#### Filmes
| Ano  | Título                                     | Personagem        |
| ---- | ------------------------------------------ | ----------------- |
| 1978 | O Gênio do Sexo                            | Jorge             |
| 1979 | Adultério por Amor                         | Guido             |
| 1982 | Retrato Falado de uma Mulher sem Pudor     | Marcos Arruda     |
| 2002 | O Príncipe                                 | Deputado          |
| 2012 | E a Vida Continua...                       | Instrutor Cláudio |
| 2017 | Lino - O Filme: Uma Aventura de Sete Vidas | Don Leon (voz)    |

#### Teatro
| Título                              |
| ----------------------------------- |
| "Camas Redondas, casais quadrados"; |
| "Sua excelência o candidato";       |
| "Ela é Bárbara";                    |
| "A Soma de Nós".                    |